# Selliguea platyphylla
Selliguea platyphylla là một loài thực vật có mạch trong họ Polypodiaceae. Loài này được (Sw.) Ching miêu tả khoa học đầu tiên năm 1941.